# Gare de Munich-Trudering
La gare de Munich-Trudering est une gare ferroviaire allemande de la ligne 4 et ligne 6 du S-Bahn de Munich. Elle est située dans le quartier de Trudering à Munich.
Elle est en correspondance avec la et une station Trudering de la ligne U2 du métro de Munich.

## Histoire
Les Chemins de fer royaux bavarois ouvrent la gare de Trudering le 15 octobre 1871 avec la ligne de Munich à Rosenheim. Au début, un seul agent est en poste à la gare, il est aussi responsable de la vente des billets en raison du faible nombre de passagers.
À partir de 1890, les Chemins de fer royaux bavarois étendent la ligne de la gare de Munich-Est à Rosenheim à des voies doubles et les systèmes de voies dans la gare de Trudering. Le 1er octobre 1892 commence l'exploitation à double voie entre la gare de l'Est et Trudering, et à partir du 5 octobre de la même année, la ligne de Trudering à Zorneding est à double voie. En 1895, les Chemins de fer royaux bavarois installent un embranchement particulier vers la cave Edmund Neuner nouvellement construite au sud-est de la gare.
Pour relier la nouvelle gare de triage de Munich-Est en direction de Rosenheim, la Deutsche Reichsbahn ouvre une connexion à voie unique pour le trafic de marchandises de la gare de triage à Trudering le 1er mars 1926. Dans le cadre de l'électrification de la ligne de Munich à Rosenheim, la Deutsche Reichsbahn équipe les voies de la gare de caténaires en 1927. Après l'incorporation de la commune de Trudering à la ville de Munich en 1932, la Deutsche Reichsbahn renomme la gare de Trudering en Munich-Trudering le 1er octobre 1938. Le 2 octobre 1939, le Münchner Nordring entre en service comme voie de contournement de fret pour Munich dans la section de Daglfing à Trudering. La gare de Trudering sert ainsi de gare de jonction et désormais de gare tampon pour les trains de marchandises circulant sur la ligne périphérique. Comme les temps d'arrêt des trains de marchandises entraînent de longs temps de fermeture des barrières, la Deutsche Reichsbahn laisse le passage à niveau de la Bajuwarenstraße à l'est de la gare ouvert en 1939. En raison de la grande importance stratégique de la liaison ferroviaire de Munich à l'Italie, la gare de Trudering est à plusieurs reprises la cible de raids aériens alliés pendant la Seconde Guerre mondiale.
Le 1er avril 1970, la Deutsche Bundesbahn ouvre une ligne supplémentaire à voie unique pour le futur S-Bahn entre Berg am Laim et Trudering parallèlement aux voies de la ligne de Munich à Rosenheim, et une deuxième voie est ajoutée en 1973. En préparation du service de la S-Bahn, la gare de Trudering reçoit une nouvelle plate-forme centrale de 76 cm de haut. L'ancien bâtiment de la gare est démoli et remplacé par un nouveau bâtiment de plain-pied à toit plat. Le 28 mai 1972, le S-Bahn de Munich commence ses opérations ; cela fait de la gare de Trudering un point de transfert entre les nouvelles lignes de bus et le S-Bahn. Cette même année, les aiguillages et les signaux lumineux de la gare sont commandés par un enclenchement à bouton-poussoir de plan de voie de la norme Siemens de type Sp Dr S60. Le poste de signalisation se situe dans un bâtiment de deux étages avec un revêtement en tôle ondulée au sud-ouest de la gare.
En 1979, des voies de S-Bahn séparées sont également construites sur la section de Trudering à Haar. Afin de pouvoir introduire le trafic de fret du périphérique nord de Munich sans franchissement des voies du S-Bahn dans les voies longue distance jusqu'à Rosenheim, la Deutsche Bundesbahn construit un saut-de-mouton à 1,5 km à l'est de la gare. Le tracé à double voie du périphérique nord de Munich passe sous les voies du S-Bahn et rejoint la ligne ferroviaire de Munich à Rosenheim à la nouvelle jonction Munich-Waldtrudering. Au cours de l'extension à quatre voies, la Deutsche Bundesbahn ferme les trois passages à niveau restants sur Birthälmer Strasse, Lehrer-Götz-Weg et Schmuckerweg et les remplace par deux nouveaux ponts routiers à l'ouest et à l'est de la tête de la gare et un passage souterrain à Lehrer-Götz-Weg. Le 17 septembre 1979, la Deutsche Bundesbahn met en service les voies supplémentaires du S-Bahn et du fret.
La station de la ligne 2 du métro de Munich, construite en contrebas de la Truderinger Straße, ouvre à la circulation le 29 mai 1999. Lors des travaux de construction du tunnel le 20 septembre 1994, de l'eau pénètre dans une cavité sous la chaussée. En conséquence, un bus public s'écrase dans le cratère résultant. Dans cet accident de bus de Trudering, trois personnes, deux passagers et un ouvrier, meurent. L'ouverture du tunnel vers le Centre des expositions de Munich est retardée à la suite de cet accident, de sorte que la station souterraine n'a pu être ouverte qu'en 1999. Vers 2000, la plaque tournante des transports publics de Trudering est utilisée par environ 10 000 passagers par jour.

## Service des voyageurs

### Accueil
La gare de Munich-Trudering est équipée de dix voies principales reliées des deux côtés. Les voies sans quai 1 et 2 servent pour le trafic longue distance et régional sur la ligne de Munich à Rosenheim. Les voies 3 et 4 se situent sur une plate-forme centrale de 238 m de long et 96 cm de haut et desservent le S-Bahn. La voie 3 est desservie par le S-Bahn en direction de Zorneding, la voie 4 par le S-Bahn en direction du centre-ville de Munich. Il y a deux escaliers qui mènent aux deux tunnels de liaison. Il y a aussi un ascenseur de la plate-forme au tunnel de liaison est. Les voies 5 et 6 appartiennent au périphérique nord de Munich, qui rejoint la connexion à voie unique de la gare de triage de Munich-Est à l'ouest de la gare de Daglfing. Elles sont donc principalement utilisés par les trains de marchandises. À environ 1,2 km à l'est de la gare, les voies de fret passent sous la ligne de la S-Bahn et rejoignent les voies ferrées longue distance à la jonction de Munich-Waldtrudering. Les voies 7 à 10 servent de voies d'arrêt pour les trains de marchandises et les autorails S-Bahn. A l'ouest de la gare, les trois lignes sont reliées par des aiguillages.

### Desserte
La gare de Trudering est desservie par la ligne 6 du S-Bahn de Munich de Tutzing à Ebersberg. De plus, la ligne 4 en provenance de Geltendorf se termine à Trudering, de sorte qu'il y a un cycle de 10 minutes jusqu'au centre-ville. Aux heures de pointe, la ligne 4 est également prolongée jusqu'à Zorneding, la gare de Grafing ou, dans certains cas, jusqu'à Ebersberg. Environ 190 trains S-Bahn s'arrêtent à Trudering en semaine. Les trains régionaux et longue distance traversent la gare sans s'arrêter.

### Intermodalité
Elle est en correspondance avec la  station de métro Trudering qui se situe sous la TruderingerStraße et se trouve sur la deuxième ligne principale du réseau de métro de Munich. est desservie par la branche est de la ligne 2, qui circule sur cette route en partie avec la ligne U1. Les zones résidentielles et donc les quartiers nord de Munich sont accessibles par la ligne de Feldmoching. Le Parc olympique est accessible par le croisement de la ligne U3 à la station de métro Scheidplatz. Il existe également une connexion aux points de transfert de la gare centrale et Sendlinger Tor. Il existe des options de transfert vers les deux autres itinéraires principaux du métro et du S-Bahn.
Les lignes 139, 185, 192, 193 et 194 ainsi que la ligne de bus de nuit N49 du système de bus de Munich s'arrêtent à la gare routière de Trudering, qui se trouve dans la Truderinger Straße au-dessus de la station de métro.